# Coalfields Highway
Der Coalfields Highway, früher auch Coalfields Road, ist eine Fernstraße im Südwesten des australischen Bundesstaates Western Australia. Er verbindet den South Western Highway bei Roelands, nordöstlich von Bunbury, mit dem Albany Highway und der Arthur Road in Arthur River. Er trägt auf seiner gesamten Länge die Bezeichnung State Route 107 (S107).

## Verlauf
Der Coalfields Highway zweigt südlich von Roelands vom South Western Highway (S20) nach Osten ab. Er ist die Hauptverbindungsstraße zur wichtigen Minenstadt Collie und verläuft durch Bergbaugebiet, landwirtschaftlich genutzte Flächen und größere ursprüngliche Waldgebiete mit Jarrah-, Wandoo- und Flood-Gum-Wäldern. Der Coalfields Highway passiert danach Darkan und endet bei Arthur River am Albany Highway (S30).
Die State Route 107 führt unter unterschiedlichen Namen weiter über Wagin, Dumbleyung und Lake Grace nach Newdegate und endet schließlich am Brookton Highway (S40) in Lake King
Der Wellington-Nationalpark und das Wellington Reservoir befinden sich zwischen Bunbury und Collie und sind über den Coalfields Highway zu erreichen.